# Église de l'Élévation-de-la-Croix d'Irkoutsk
L'église de l'Élévation-de-la-Croix ou église de l'Exaltation-de-la-Sainte-Croix (en russe : крестовоздви́женская це́рковь) est un édifice religieux orthodoxe situé dans le centre historique de la ville d'Irkoutsk, rue Sedov. C'est un des plus anciens édifices de la ville. Son architecture est représentative du style baroque sibérien.
C'est de 1717 à 1719, sur la colline de la croix que la première église en bois à un étage est construite. En 1747, elle est remplacée par une église en pierre. Sa construction est achevée en 1760.
C'est dans cette église que se maria l'explorateur Guennadi Nevelskoï. En 2008, une plaque commémorative de cet événement a été apposée sur les murs de l'église.
C'est la décoration raffinée de ses façades qui en a fait un exemple unique en Sibérie dans son style. La richesse et l'abondance de cette décoration est telle que toutes les surfaces sont ornées de motifs complexes, mais créés à partir de formes géométriques simples, auxquels s'ajoutent des ornements végétaux. On y décèle l'influence importante des arts et de l'artisanat populaire local.  
C'est la seule église de Sibérie du XVIIIe siècle dont toute la décoration intérieure a été aussi bien conservée.
C'est également dans cette église que se maria le cosmonaute de la station spatiale internationale Anatoli Ivanichine.

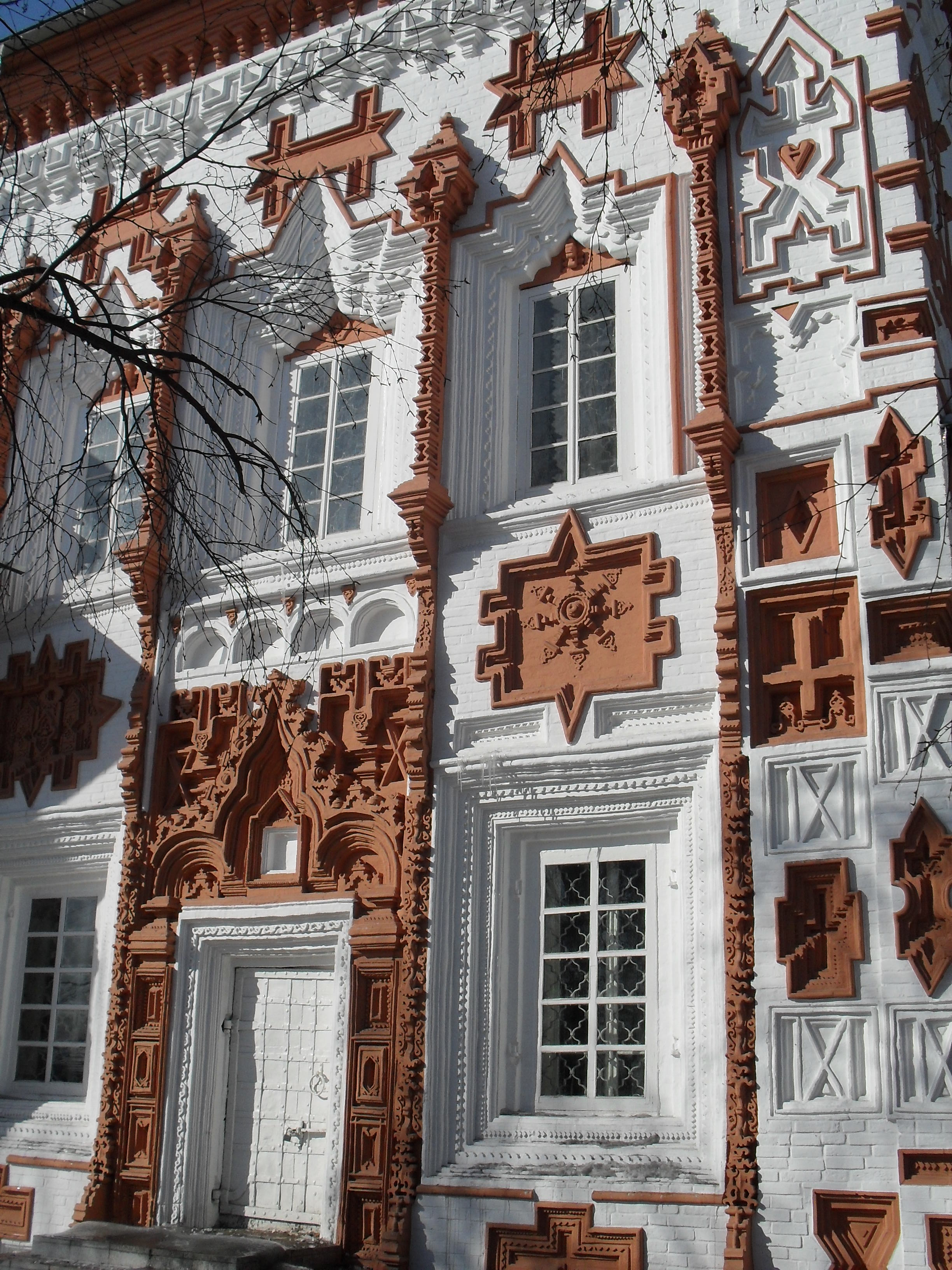
Bas de la façade.
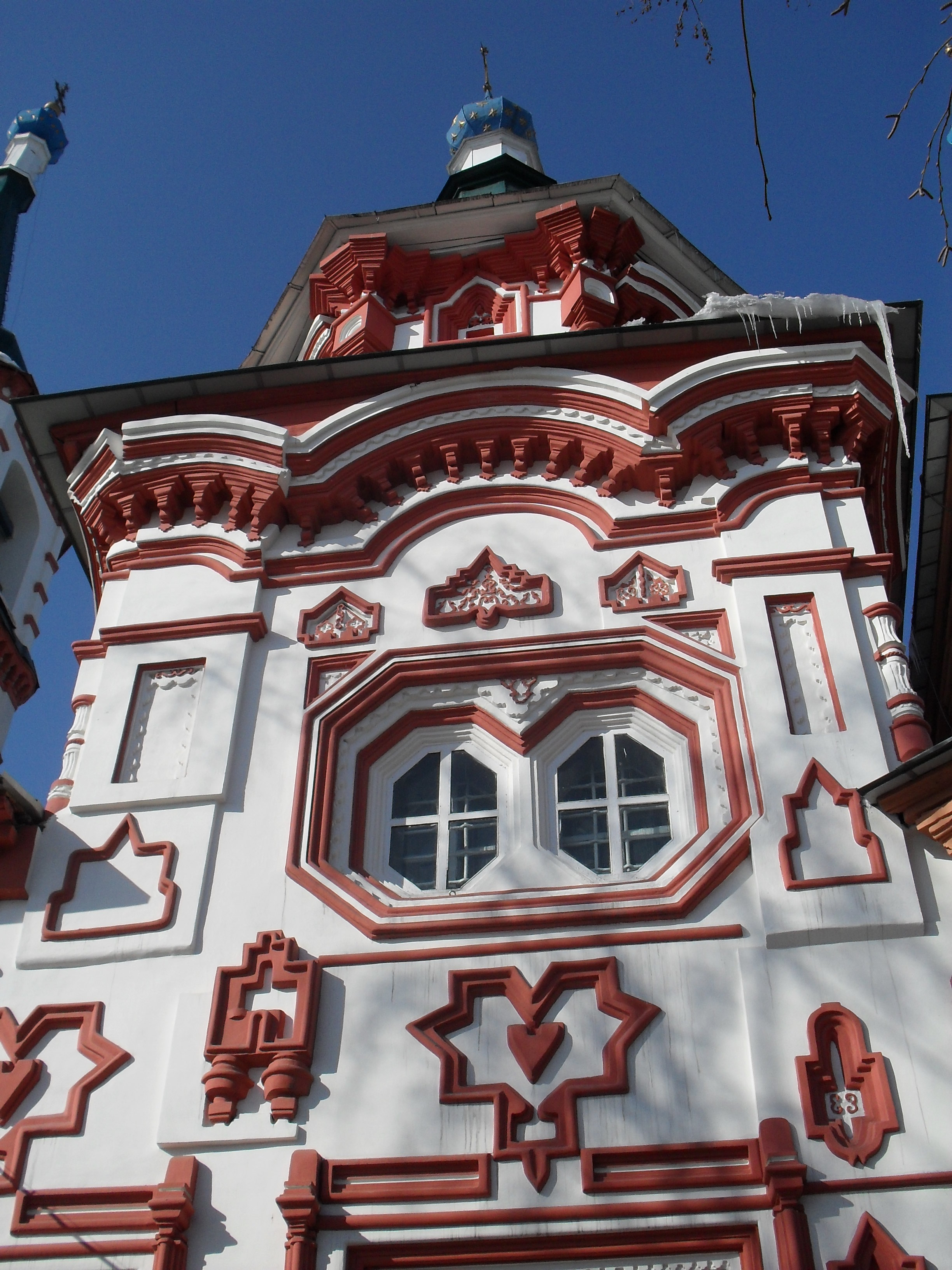
Haut de la façade.
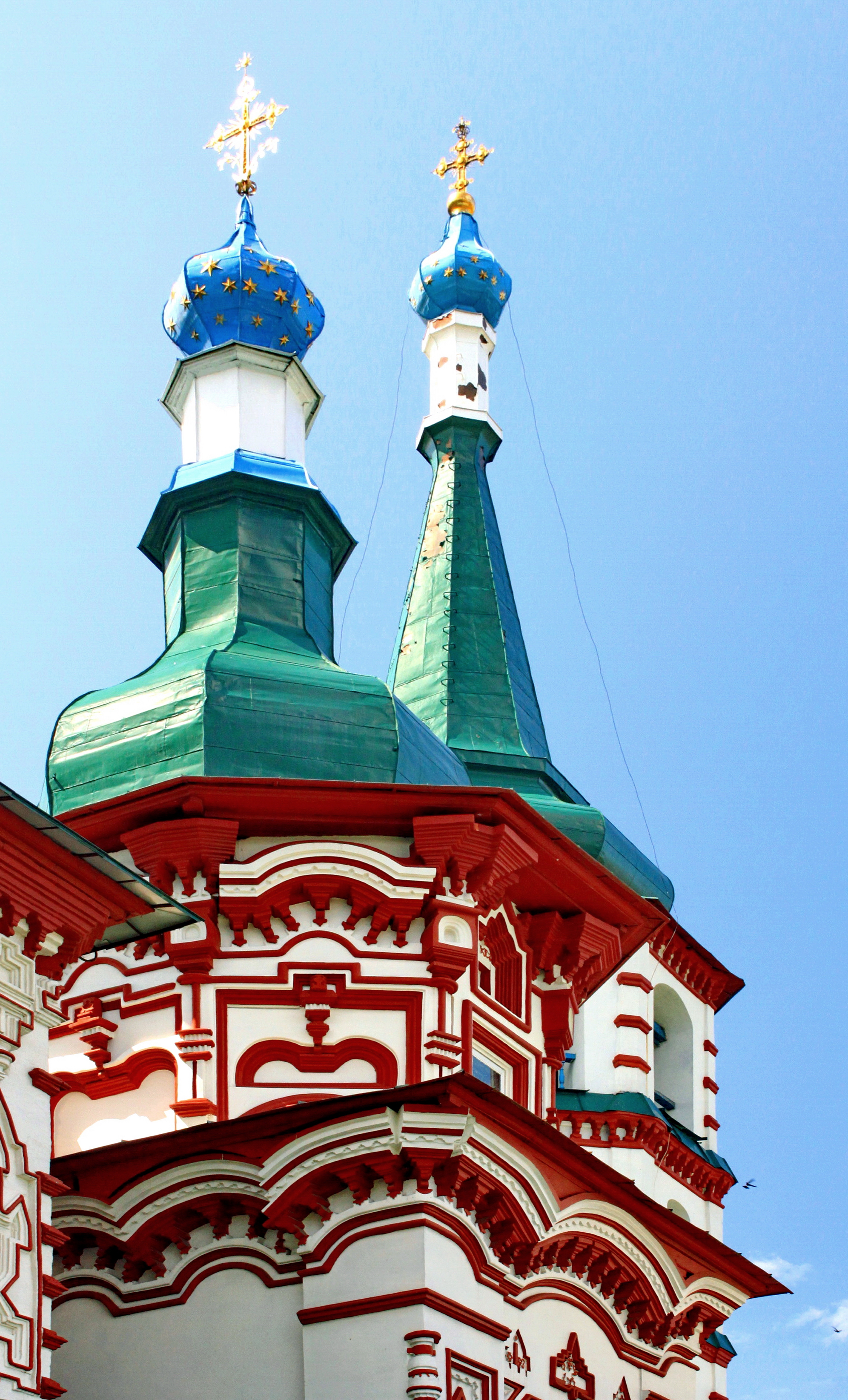
Clochers de l'église.
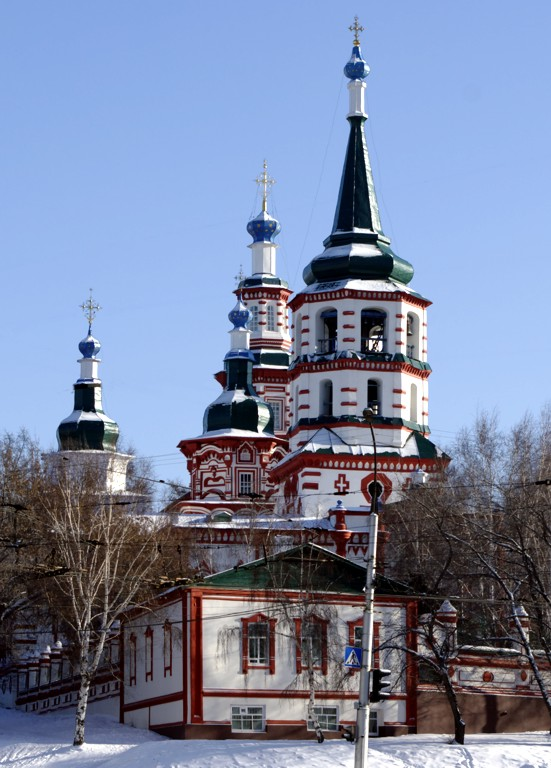
Vue hivernale.
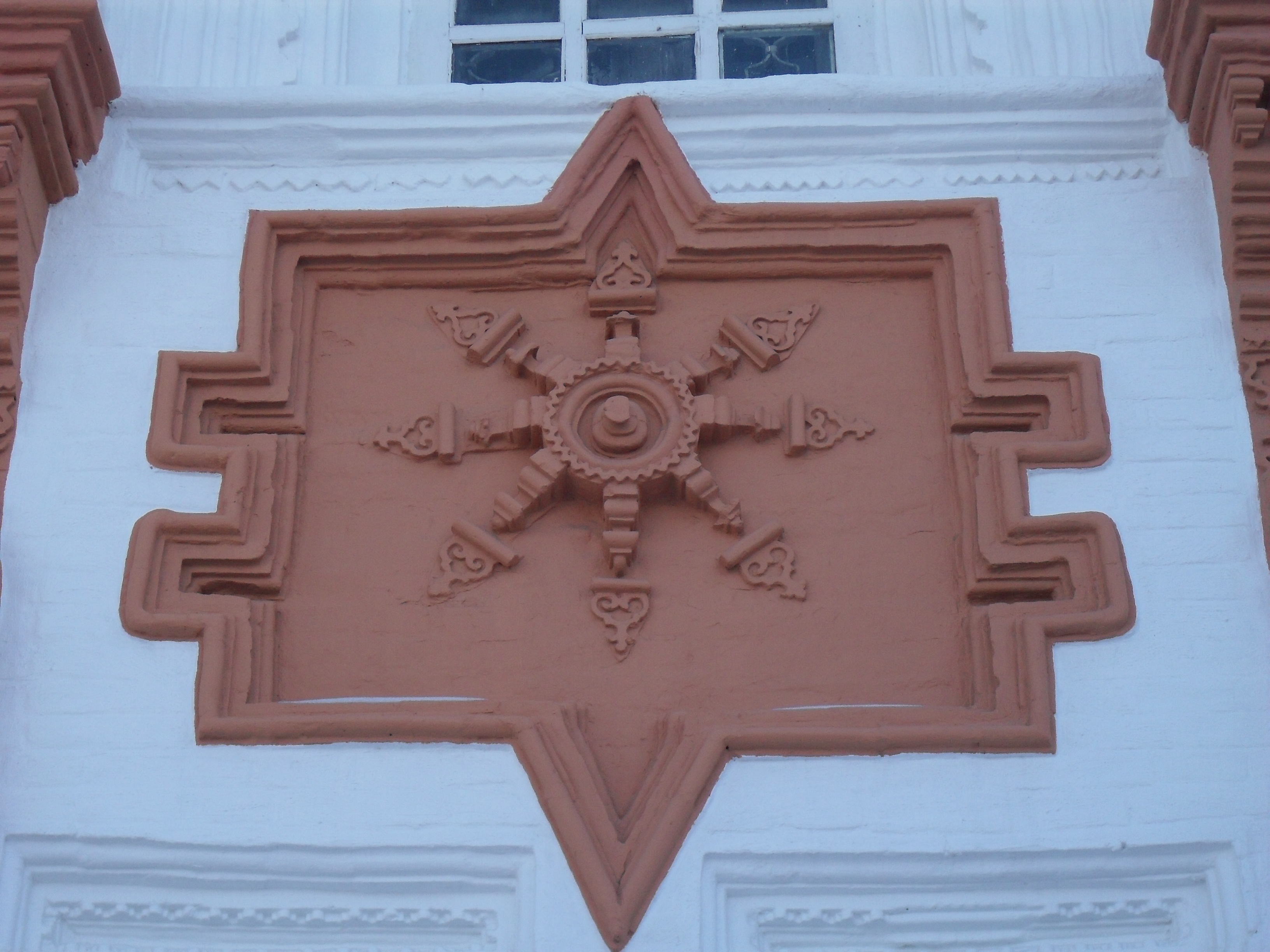
Dharmachakra sur la façade.